# Squamipalpis
Squamipalpis là một chi bướm đêm thuộc họ Erebidae.